# جون مارکوس داویدسون
جون مارکوس داویدسون (انگلیسی: Jun Marques Davidson؛ زادهٔ ۷ ژوئن ۱۹۸۳) بازیکن فوتبال اهل ژاپن است.
از باشگاه‌هایی که در آن بازی کرده‌است می‌توان به باشگاه فوتبال آلبیرکس نیگاتا، باشگاه فوتبال ویسل کوبه، باشگاه فوتبال کونسادول ساپورو، و باشگاه فوتبال ونکوور وایتکپس اشاره کرد.